# ソフトカツゲン
ソフトカツゲンは雪印メグミルクが北海道限定で販売している乳酸菌飲料。ガラナ飲料と並び北海道特有の製品として紹介される。

## 概要
昭和初期に帝国陸軍が北海道製酪販売組合連合会（雪印メグミルクの前身）へ、給水状態の劣悪な中国中央部に駐屯している軍人用に栄養飲料の開発を依頼。同組合が1938年（昭和13年）に傷病兵の栄養食として、北海道から原液を送り上海で製造を開始した。その後は北海道や樺太でも製造していた。カツゲンは元々「活素（かつもと）」という名前で、「活」は「勝つ」、「素」は「牛乳の素」の意味だった。その後、1956年（昭和31年）に「活源（かつげん）」へ名称変更され、北海道内の一般消費者向けにも販売が始まり、翌年「カツゲン」とカタカナ表記になった。
1979年（昭和54年）に名称を「ソフトカツゲン」とし、風味も薄くさっぱりとしたものに変更され、現在に至る。かつてはリターナブル瓶入りが主流で、宅配のほか、銭湯や駅売店（キヨスク）などでも見受けられたが1980年代に姿を消し、現在はすべて紙パック入りとなっている。
現在の販売地域はほぼ北海道内に限定されている（青森県でも比較的見かけられる）。昭和30年代には大阪工場でも製造され、関西圏で一般向けに販売されたほか、1994年（平成6年）頃には「勝源」の名前で首都圏でも発売されたが、どちらも早々と販売が中止されている。
関連商品として青リンゴ味、イチゴ味などの香味をつけたものが季節限定で販売されるほか、「ゼリーインカツゲン」や「カツゲンゼリー」、「カツゲンアイス」といったカツゲンの風味を生かした製品も存在する。
発音は、「カ」にアクセントがある。
発売60周年を記念して、瓶入りだった頃の濃い味をイメージした「あのころのカツゲン」が2016年（平成28年）1月から北海道で期間限定で発売された。2017年（平成29年）には「ソフトカツゲン」と「リボンナポリン」のコラボ商品である「リボンナポリン・カツゲン」が北海道限定で発売された。

## 勝源（カツゲン）神社
2005年（平成17年）12月から雪印メグミルク札幌工場（札幌市東区苗穂町）の見学コース内に設けられている。カツゲン発売から2006年（平成18年）で50年を迎える記念と、商品名から「勝つ源」を連想させるとしてスポーツチームや受験生などの間で愛飲されている現象を受けたもので、祭壇には発売初期のビンが祭られている。工場見学の際にお参りすることができ、お神酒の代わりにカツゲンが振舞われるほか、お守りの発売もある（工場見学は前日までに要予約）。また受験シーズンにはオリジナル味のパッケージが受験生応援バージョンに切り替わる。「勝源神社のお守り」が印刷されており、最後まで飲んでお守り部分を切り取り、裏に志望校を書いて使用する。